# Abangan
Los Abangan son la población musulmana de Java que practican una versión más sincrética del islam santri más ortodoxo. El término, que deriva aparentemente de la palabra javanesa para "rojo", fue creado por Clifford Geertz, pero su sentido ha cambiado. Los Abangan se inclinan más a seguir un sistema local de creencias llamado adat en lugar de la Ley islámica. Su sistema integra elementos del hinduismo, del budismo y de las tradiciones animistas.